# Drei Thore des Tempels

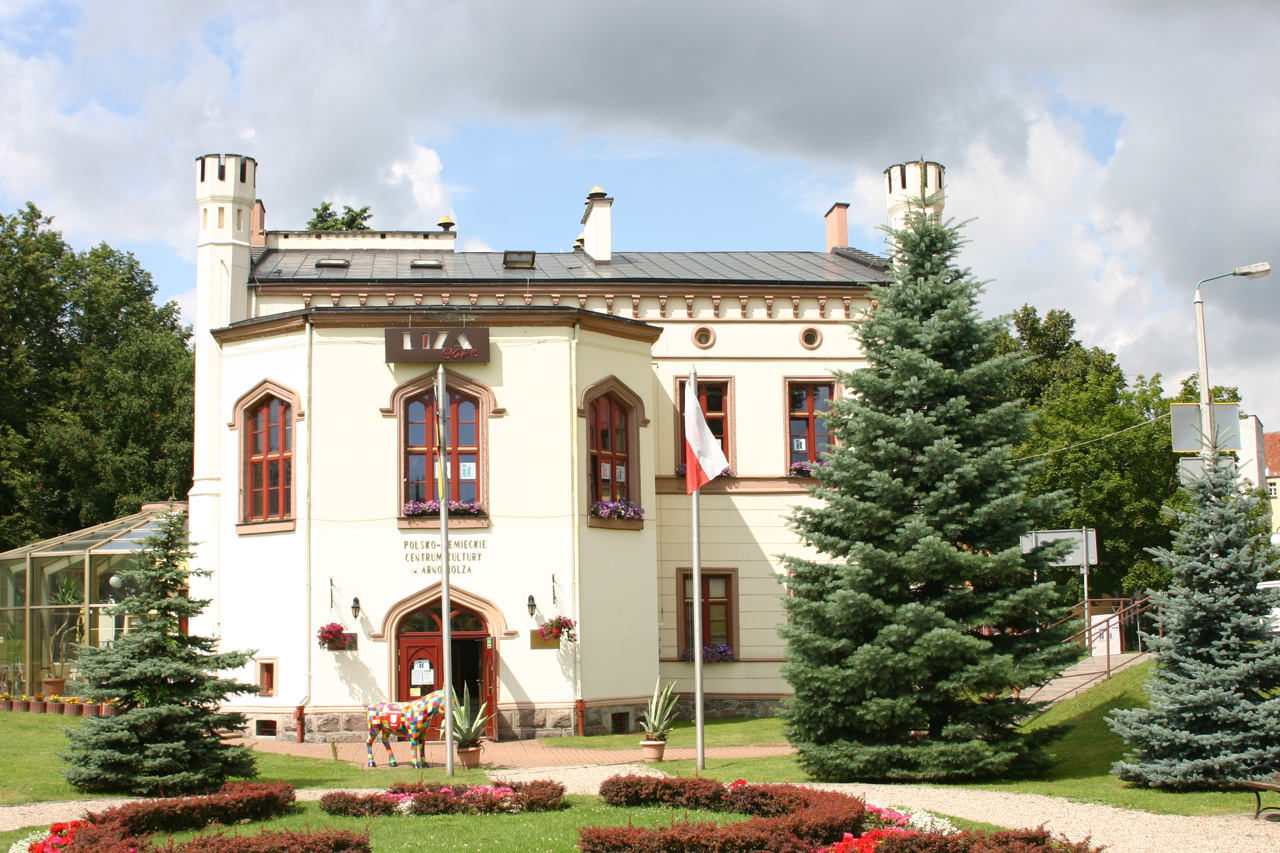
Budynek loży – lipiec 2009 r.

Drei Thore des Tempels (niem. Trzy bramy Świątyni) – była niemiecką lożą wolnomularską założoną w 1818 roku w Kętrzynie i wchodzącą w skład Wielkiej Loży Narodowej Państwa Pruskiego. Została rozwiązana w latach 30. XX wieku na mocy decyzji władz III Rzeszy. Budynek loży zachował się do dziś.